# Хуа Лі
Хуа Лі (фр. Khoa Lê) — кінорежисер. Хуа Лі народився у В’єтнамі, живе й працює в Монреалі. Відеограф, митець багатьох жанрів і дисциплін, сценарист, здобув диплом кінематографіста в Квебекському університеті в Монреалі, а тоді дістав спеціалізацію «кіновиробництво» в Національному інституті аудіовізуальної майстерності. Лі досліджує теми ідентичності, гібридизації й пам’яті засобами різних кіножанрів і стилів.

## фільмографія
- Лан і Леа (2009)
- Анна (2010)
- Мене звати Дені Ґаньон (2010)
- Нові ночі (2011)
- Бабуся (2013)